# Lee Won-tae
Lee Won-tae (이원태) és un director, guionista i productor de cinema sud-coreà. Abans treballava com a productor en programes per a MBC TV, Lee va debutar amb el drama de presons d'època Man of Will el 2017. Abans d'això, va també va ser productor de la comedia romàntica de terror de 2011 Spellbound i va escriure la història original de la pel·lícula d'època de 2015 The Magician.
La seva segona pel·lícula, The Gangster, The Cop, The Devil, va ser convidat al Festival de Cinema de Canes el 2019. El maig de 2019 es va anunciar un proper remake esteatunidenc de la pel·lícula, amb Sylvester Stallone i Braden Aftergood productor i Ma Dong-seok repetint el seu paper al remake.

## Filmografia
| Any                | Títol                            | Acreditat com a                        |
| Cinema             | Cinema                           | Cinema                                 |
| ------------------ | -------------------------------- | -------------------------------------- |
| 2011               | Spellbound                       | Productor                              |
| 2012               | Papa                             | Productor                              |
| 2012               | Gabi                             | Script department                      |
| 2015               | The Magician                     | Història original                      |
| 2017               | Man of Will                      | Director, guionista, història original |
| 2019               | The Gangster, The Cop, The Devil | Director, guionista                    |
| 2023               | The Devil's Deal                 | Director                               |
| Sèrie de televisió |                                  |                                        |
| 2023               | Payback                          | Director                               |